# راسکامن
راسکامن (به انگلیسی: Roscommon) یک منطقهٔ مسکونی در ایرلند است که در شهرستان رسکومون واقع شده‌است. راسکامن ۸ کیلومتر مربع مساحت و ۶٬۴۸۳ نفر جمعیت دارد و ۸۰ متر بالاتر از سطح دریا واقع شده‌است.